# Vuurtoren van Cap Gris-Nez
De Vuurtoren van Cap Gris-Nez is een vuurtoren in de tot het Franse departement Pas-de-Calais behorende gemeente Audinghen, gebouwd op de Cap Gris-Nez.

## Geschiedenis
De eerste vuurtoren werd in bedrijf genomen in 1837, verhoogd in 1861 en geëlektrificeerd in 1869. In de zomer van 1944 werd de vuurtoren echter verwoest door de Duitsers.
Een nieuwe vuurtoren werd in 1952 herbouwd in witte steen uit de directe omgeving. In 1957 kwam de vuurtoren in bedrijf. In 2010 werd hij beschermd als monument historique.